# あおば会館
あおば会館（あおばかいかん）は、福岡県糟屋郡須恵町に位置する町立の社会教育施設である。
通商産業省の工業再配置促進費国庫補助事業全国第一号として申請し認可裁決され建設され、1974年12月に開館した。
現在は、建物の1階に図書館・2階は体育館である。

## 所在地
- 〒811-2114 福岡県糟屋郡須恵町大字上須恵1167-1

## 開館時間
- 9:00 - 22:00

## 休館日
- 12月28日 - 1月3日

## 利用料金
- 1時間400円

## 利用条件
- 利用者5名以上（うち町内在住若しくは町内事業所勤務者が半数以上いること）